# Helia amoena
Helia amoena är en fjärilsart som beskrevs av Walker 1865. Helia amoena ingår i släktet Helia och familjen nattflyn. Inga underarter finns listade i Catalogue of Life.